# Jahnu Barua

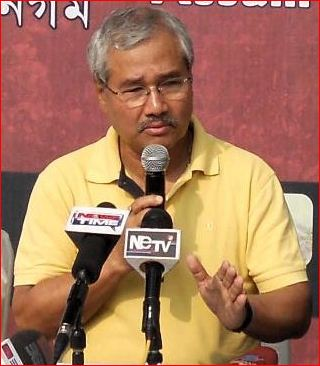
Jahnu Baruah

Jahnu Barua (assamesisch জাহ্নু বৰুৱা IAST Jāhnu Baruvā; * 17. Oktober 1952 in Lakowa, Assam) ist ein indischer Filmregisseur. Er gilt als der versierteste Regisseur des assamesischen Films.

## Leben
Barua studierte an der Gauhati University und dem Film and Television Institute of India in Pune, wo er 1974 einen Diplom-Abschluss im Fach Regie erlangte. Danach arbeitete er bei Indian Space Research Organisation und produzierte Kinderprogramme für das Satellite Instructional Television Experiment (1975–76) in Ahmedabad.
Sein Spielfilmdebüt Aparoopa (1982) war der erste NFDC-finanzierte assamesische Film. Er spielt in der Oberschicht der kolonialen Teeplantagenbesitzer in Assam. Neben Suhasini Mulay, die die Titelrolle übernahm, spielte Girish Karnad.
In Papori (1986) und Halodiya Choraye Baodhan Khaye (1987) thematisierte Barua aktuelle politische Probleme in den frühen 1980er Jahren in Assam. Halodiya Choraye Baodhan Khaye ist bislang Baruas bekanntester Film. Er wurde unter anderem beim Locarno International Film Festival gezeigt und erhielt dort einen Preis der Ökumenischen Jury. Sein nächster Kinofilm Banani (1989) zeigt die Schwierigkeiten der Stammesbevölkerung gegen illegalen Holzeinschlag in ihren Wäldern vorzugehen, da korrupte Lokalpolitiker gegenläufige Interessen haben. Die kalte Seite der Modernisierung verbildlicht Barua in Hkhagoroloi Bohu Door (1994) am Beispiel eines alten Fährmanns, der durch den Bau einer Brücke seine seit Generationen in seiner Familie ausgeübte Beschäftigung verliert.
1993 wurde Barua Vorsitzender der Indian Film Directors’ Association.
Nach dem mittellangen von der Children’s Film Society of India produzierten Familienfilm Tora (2004) drehte Jahnu Barua 2005 mit Maine Gandhi Ko Nahin Mara – einem Filmdrama mit Anupam Kher in der Hauptrolle und als Produzenten – seinen ersten langen Hindi-Film. Sein aktuelles Projekt Har Pal ist ein kommerzieller Liebesfilm – ebenfalls auf Hindi – mit Isha Koppikar und Preity Zinta in tragenden Rollen.
Mehrere Filme Baruas wurden mit National Film Awards ausgezeichnet. 2015 wurde ihm der Padma Bhushan verliehen.

## Filmografie
- 1974: The F Cycle (Kurzfilm)
- 1974: Diary of a Racehorse (Dokumentarfilm)
- 1976: One Hundred and Eighty Days of SITE (Dokumentarfilm)
- 1982: Aparoopa
- 1986: Papori
- 1986: Ek Kahani (Fernsehfilm)
- 1987: Die Katastrophe (Halodiya Choraye Baodhan Khaye)
- 1988: Adhikar (Fernsehfilm)
- 1989: Banani
- 1991: Firingoti
- 1994: Hkhagoroloi Bohu Door
- 1998: Kuhkhal
- 2000: Pokhi
- 2003: Konikar Ramdhenu
- 2004: Tora
- 2005: Maine Gandhi Ko Nahin Mara